# Barbara Książkiewicz (piosenkarka)
Barbara Książkiewicz (ur. 14 września 1950 w Elblągu) – polska piosenkarka.
Początki jej kariery artystycznej związane z udanym debiutem na Festiwalu Piosenki Żołnierskiej w Kołobrzegu w 1974, gdzie za piosenkę Torpedysta zdobyła jedną z głównych nagród - Srebrny Pierścień. Następnie przez wiele lat śpiewała na tym festiwalu, lansując wiele przebojów, m.in.:  Tak jak wojsko nikt nie śpiewa (1976), Dzień, żołnierski dzień (1979), Niepotrzebna nam wojna (1980). W 1985 otrzymała Złoty Pierścień za całokształt twórczości artystycznej.

## Dyskografia
- 1979 - Jak szczęście pomnożyć
- 1987 - Jak ja lubię
- 1986 - Zaproszenie do Kołobrzegu
- 2000 - Świat jest teatrem
- 2004 - Zapach róż